# 487

## Esdeveniments
- Nòric: Odoacre, rei d'Itàlia dirigeix una campanya contra els rugis, que s'hi volien independitzar.
- Constantinoble: Teodoric el Gran ataca la ciutat. L'emperador Zenó aconsegueix dissuadir-lo a canvi de cedir als ostrogots els drets sobre la Diòcesi d'Itàlia en possessió dels ostrogots d'Odoacre.
- Albània del Caucas: Amb la proclamació del rei Vashagan III, el país recupera la independència dels perses sassànides.[1]